# الجدیده، محرده
الجدیده (به عربی: الجدیدة) یک روستا در سوریه است که در ناحیه مرکزی محرده واقع شده‌است. الجدیده ۲٬۱۶۶ نفر جمعیت دارد.